# Teatro Mercadante
Le Teatro Mercadante (anciennement Teatro del Fondo) est un théâtre historique de Naples.

## Historique
Il a été construit entre 1777 et 1778 selon un projet du colonel Francesco Sicuro de Messine, et grâce à des biens confisqués aux Jésuites après leur expulsion de Naples, qui ont constitué le dénommé « Fondo di separazione dei lucri » (d'où l'origine du nom du théâtre: Teatro del Fondo). Il a été inauguré le 31 juillet 1779 avec la représentation de L’infedele fedele de Giovanni Battista Lorenzi, musique de Domenico Cimarosa.
Après la courte période de la République parthénopéenne de 1799, quand le théâtre a été rebaptisé «Théâtre patriotique», le Teatro del Fondo a été confié à partir du 7 juillet 1809 au célèbre impresario Domenico Barbaja. Sous sa direction, le théâtre a accueilli les plus grands musiciens de l'époque, de Gioacchino Rossini à Mozart et Gaetano Donizetti.
Après d'importants travaux de restauration, certains d'entre eux radicaux (en 1893 a été refaite la façade suivant la conception de Pietro Pulli), en décembre 1870, le théâtre a pris son nom actuel en l'honneur du musicien né dans les Pouilles, Saverio Mercadante, napolitain d'adoption.
Après environ un siècle, marqué principalement par le succès de Eduardo Scarpetta, le théâtre, déjà gravement endommagé par les bombardements pendant la guerre, a fermé enfin en 1963, devenu inutilisable pour des raisons de sécurité.
Depuis le milieu des années quatre-vingt et après une restauration, il y a à nouveau des expositions et des spectacles, comme L'Histoire du soldat d'Igor Stravinsky mise en scène par Roberto De Simone et la participation spéciale d'Arturo Brachetti en 1987, et Rasoi, film de Mario Martone en 1990. Depuis 1995, le Mercadante a repris ses activités régulières avec des saisons théâtrales régulières et des projets de théâtre contemporain.
Depuis la saison 2003-2004, le théâtre Mercadante est géré par le Teatro Stabile de Naples.

## Premières
- Le 4 décembre 1816: Otello de Gioachino Rossini avec Andrea Nozzari, Isabella Colbran, Giovanni David et Michele Benedetti.
- Le 29 juin 1822: La lettera anonima de Gaetano Donizetti avec Giovanni Battista Rubini.
- Le 19 août 1827: Il borgomastro di Saardam de Donizetti avec Caroline Unger.
- Le 2 août 1828: Gianni di Calais (en) de Donizetti avec Rubini, Antonio Tamburini et Michele Benedetti.
- Le 26 février 1829: Il giovedì grasso de Donizetti avec Rubini, Luigi Lablache et Giovanni Pace.
- Le 18 juin 1831: La romanziera e l'uomo nero (en) de Donizetti avec Luigia Boccabadati, Tamburini et Gennaro Luzio (it).